# Chojnik (województwo warmińsko-mazurskie)
Chojnik (niem. Hagenau)– wieś w Polsce położona w województwie warmińsko-mazurskim, w powiecie ostródzkim, w gminie Morąg.
W latach 1975–1998 miejscowość administracyjnie należała do województwa olsztyńskiego. Miejscowość leży w historycznym regionie Prus Górnych. W latach 1945–1946 miejscowość nosiła nazwę Hajnowo.
Wieś czynszowa lokowana przez komtura elbląskiego w 1363 r. na 80 włokach. Wieś została zniszczona w czasie wojny trzynastoletniej, a później w czasie wojen szwedzkich. W latach 1709–1711 do wsi dotarła epidemia dżumy, a w połowie wieku XX epidemia cholery.
W 1782 r. we wsi było 86 domów, w 1818–108 z 608 mieszkańcami. W roku 1858 zanotowano 115 domów i 787 osób. W tym czasie do wsi należało ponad 90 włók ziemi. W 1939 Chojnik liczył 249 gospodarstw domowych i 840 mieszkańców, z których 396 utrzymywało się z rolnictwa i leśnictwa, 276 z pracy w przemyśle lub rzemiośle, 26 z pracy w handlu lub komunikacji. W tym czasie było tu 68 gospodarstw rolnych o powierzchni w przedziale 0,5-5 ha, 16 o powierzchni 5-10 ha, 24 o powierzchni 10-20 ha i 29 o powierzchni 20-100 ha.
Kościół wybudowano w XVIII w., jako filialny parafii w Kalniku. Na cmentarzu w Chojniku nie stawiano krzyży, lecz rzeźbione słupy drewniane z napisami.
Szkoła założona prawdopodobnie w 1734 r. W drugiej połowie XIX była to już trójklasowa, najpierw z dwoma, później z trojgiem nauczycieli.
W roku 1973 wieś należała do powiatu morąskiego, gmina Morąg, poczta Łączno.